# Al·liïna
L'al·liïna (en anglès:Alliin) és un sulfòxid que és un component natural de l'all en fresc. Deriva de l'aminoàcid cisteïna. Quan l'all en fresc es talla o es tritura l'enzim al·liïnasa el converteix en l'al·licina la qual és responsable de l'aroma de l'all fresc.
S'ha trobat que l'al·liïna afecta la resposta immunitària en la sang.